# André Michelin
Pour les articles homonymes, voir Michelin (homonymie).
Pour les autres membres de la famille, voir Famille Michelin.

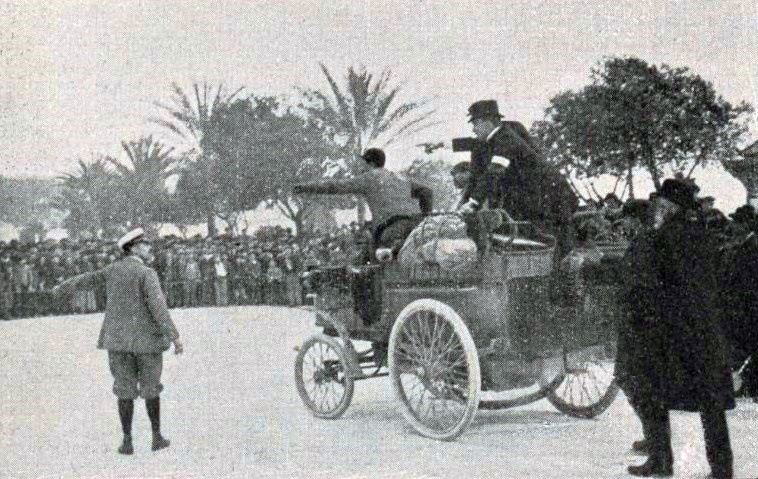
La voiture break d'André Michelin à Nice (Marseille-Nice-La Turbie 1897).

André Jules Aristide Michelin (Paris, 16 janvier 1853 - 4 avril 1931 à Paris) est un ingénieur centralien et industriel français, constructeur de charpentes en fer et fabricant de caoutchouc, cofondateur avec son frère Édouard Michelin de la société Compagnie Générale des Établissements Michelin et créateur en 1900 du Guide Michelin.
Issu d'une famille liée à l'industrie du caoutchouc, il se forme à l'École centrale Paris. Fort de ses connaissances techniques, il se lance dans la fabrication de pneus. En 1889, il associe son frère Édouard à l'entreprise familiale, donnant naissance à la Compagnie Générale des Établissements Michelin. 
Il crée le personnage emblématique du Bibendum, le « Bonhomme Michelin » et afin de promouvoir l'utilisation de l'automobile et de stimuler les ventes de pneumatiques, le célèbre Guide Michelin.

## Biographie
André Michelin est le fils de l'artiste-graveur Jules Michelin et d'Adèle Barbier, héritière d'une fabrique de caoutchouc.
Il se marie à Mlle Sophie Wolff (1858-1918), fille d'un célèbre fabricant de pianos parisien Auguste Wolff (1821-1887) puis à sa belle-sœur Jeanne Wolff (1874-1955).
Sorti diplômé de l'École centrale Paris en 1877. En 1883, il dirige l'atelier de charpentes métalliques qui porte son nom, au 115 rue de Bagnolet à Paris, concevant notamment des serres et grands bâtiments publics. En 1886, il prend les commandes de la fabrique familiale, accompagné de son frère Édouard. Ils acquièrent rapidement une certaine renommée, notamment grâce à leurs travaux dans le secteur automobile. Par exemple, en 1891, Edouard Michelin met au point les premiers pneus dissociables des roues pour améliorer la réparation des crevaisons ou endommagements des pneus.
Ensuite, il crée, toujours accompagné de son frère Édouard la société « Michelin & Cie » en 1889, qui se lance en 1891 dans la fabrication de pneumatiques.
En 1895, avec son frère Édouard, il est dixième de la course Paris-Bordeaux-Paris, sur son Éclair à châssis Peugeot et à moteur Daimler, montée sur les seuls pneumatiques de la course. En 1896, il est deuxième de Bordeaux-Agen-Bordeaux, derrière Gaston Bousquet.
En 1896, à la suite d'un baptême de l'air dans le ballon "Le Touring-club", il prend goût pour l'aviation. Il voit en l'aviation des perspectives futures militaires ainsi que des retombées intéressantes dans l'industrie française. En 1911, il prétend que la France doit aussi concentrer sa force et ses intérêts dans le domaine aéronautique. S'en prenant ouvertement au gouvernement français le 7 décembre, il critique son manque de financement. Il lance un appel général au don dans chacune des villes de France et reçoit maintes réponses.
En 1897, il termine 19e de la course Paris-Trouville-sur-Mer sur Mors, et il remporte la première édition de la Course de côte Nice - La Turbie sur Break-Vapeur De Dion 15 hp, troisième et dernière étape de Marseille-Fréjus-Nice-La Turbie (après s'être aussi imposé lors de la deuxième, Fréjus-Nice).
L'un des tournants phares dans la campagne publicitaire de l'industrie Michelin est le "Bonhomme Michelin" ou Bibendum, un homme fait de pneus. Il est nommé ainsi à partir de 1898, nom tiré de "Nunc est Bibendum" des Odes de Horace.
Il crée en 1900 le Guide Michelin, puis en 1910, il lance la fameuse carte de France, constituée de quarante-sept feuilles juxtaposées, pliées selon l'ingénieux principe de l'accordéon.
Dessinées au 1/200 000, les cartes Michelin se sont imposées au fil des ans par leur précision quasi microscopique et leurs signes distinctifs (attraits touristiques, phares et balises, échelle de un centimètre pour deux kilomètres…).

« Les routes de France doivent être jalonnées comme un plan de Paris. »

— André Michelin, Aventures Industrielles, Eric Fottorino
Cofondateur en 1900 avec son frère Édouard, le comte de Dion, les frères Renault, Louis Panhard et d'autres industriels du journal l'Auto-Vélo, devenu L'Auto dirigé par Henri Desgrange.
André Michelin est par ailleurs membre de l'Aéro-club de France dès 1898. Avec son frère Édouard, ils contribuèrent à l'essor de l'aviation en créant notamment le Prix Michelin d'aviation et la Coupe Michelin Internationale en 1908.
- Président de l'Aéro-Club de France (1919-1921)
- Membre de l'Automobile Club de France
- Membre de la Société des ingénieurs civils de France

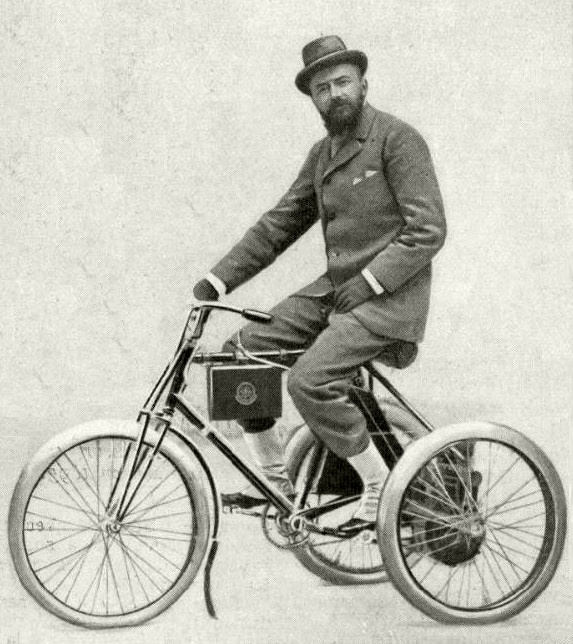
André Michelin sur son tricycle à pétrole.
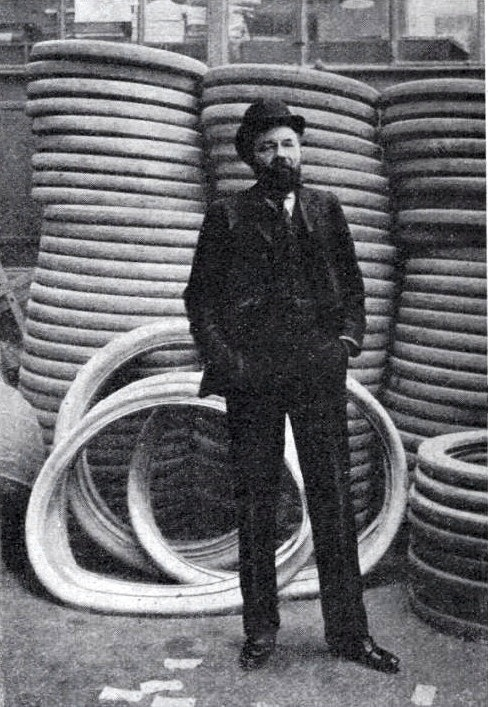
André Michelin et ses pneumatiques (1904).
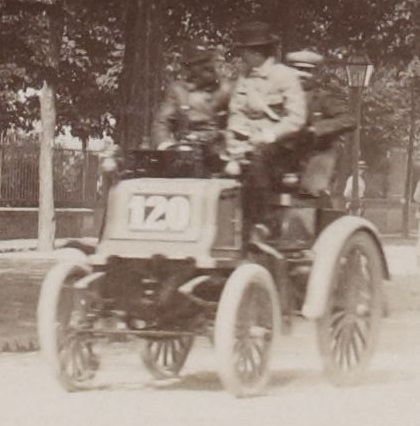
André Michelin (à gauche au volant) sur Duc Panhard lors du départ du Paris-Amsterdam-Paris 1898.
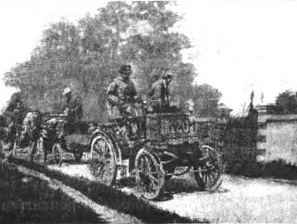
En course.

Le stade Marcel Michelin de Clermont-Ferrand, porte le nom de son fils et accueille les matchs de Rugby à XV du club ASM, ex Association Sportive Michelin devenue Association sportive Montferrandaise puis ASM Clermont Auvergne. Le club, membre du Top 14, a donné de nombreux joueurs à l'équipe de France et l'équipe est aujourd'hui classée parmi les six meilleures équipes nationales.

## Distinctions
- Chevalier de la Légion d'honneur (janvier 1898)
- Officier d'académie
- Chevalier de l'Ordre royal du Cambodge

## Postérité
- La promotion entrée en 2010 à l'École Centrale porte son nom.